# Sboghițești
Sboghițești – wieś w Rumunii, w okręgu Ardżesz, w gminie Nucșoara. W 2011 roku liczyła 433 mieszkańców.